# Cyrtopodion potoharense
Cyrtopodion potoharense är en ödleart som beskrevs av  Muhammad Sharif Khan 200. Cyrtopodion potoharense ingår i släktet Cyrtopodion och familjen geckoödlor. IUCN kategoriserar arten globalt som livskraftig. Inga underarter finns listade i Catalogue of Life.